# Marco Antonio da Silva
Marco Antonio da Silva (* 9. květen 1966) je bývalý brazilský fotbalista.

## Reprezentační kariéra
Marco Antonio da Silva odehrál za brazilský národní tým v roce 1990 celkem 1 reprezentační utkání.

## Statistiky
| Brazílie | Brazílie | Brazílie |
| Roky     | Zápasů   | Gólů     |
| -------- | -------- | -------- |
| 1990     | 1        | 0        |
| Celkem   | 1        | 0        |